# Верона (футбольний клуб)
«Геллас Верона» («Верона»; італ. Hellas Verona Football Club) — італійський футбольний клуб з міста Верона. Був заснований в 1903 році. Головним досягненням клубу була перемога в чемпіонаті Італії у сезоні 1984/1985. З 90-х років клуб має фінансові проблеми, через які виступав у третьому італійському дивізіоні серії С1. У 2013 році «Верона» повернулася у Серію A.

## Історія
Скудетто 1985 року
Особливо пам'ятним є переможний матч з «Ювентусом», який «Верона» виграла з рахунком 2:0 та нічия в Бергамо проти «Аталанти» 1:1, після якої «Верона» отримала чемпіонський титул, випередивши таких грандів, як «Ювентус» та «Інтер».

## Поточний склад
Станом на 29 квітня 2025
| №  | Поз. | Нац.       | Гравець                                     |
| -- | ---- | ---------- | ------------------------------------------- |
| 1  | ВР   | Італія     | Лоренцо Монтіпо                             |
| 2  | ЗХ   | Англія     | Даніель Оєгоке                              |
| 3  | ЗХ   | Данія      | Мартін Фресе                                |
| 4  | ЗХ   | Австрія    | Флавіус Данилюк (в оренді з «Салернітани»)  |
| 5  | ЗХ   | Італія     | Давіде Фараоні                              |
| 6  | ЗХ   | Аргентина  | Ніколас Валентіні                           |
| 7  | НП   | Франція    | Матіс Ламбур                                |
| 8  | ПЗ   | Сербія     | Дарко Лазович (капітан)                     |
| 9  | НП   | Швеція     | Амін Сарр (в оренді з «Ліона»)              |
| 10 | ПЗ   | Сенегал    | Шейх Ніассе                                 |
| 11 | НП   | Данія      | Каспер Тенгстедт (в оренді з «Бенфіки»)     |
| 12 | ЗХ   | Хорватія   | Домагой Брадарич (в оренді з «Салернітани») |
| 14 | НП   | Кабо-Верде | Дайлон Лівраменто                           |
| 15 | ЗХ   | Франція    | Іллан Оку (в оренді з «Бастії»)             |
| 18 | ПЗ   | Нідерланди | Абду Арруї                                  |
| 19 | ЗХ   | Данія      | Тобіас Слотсагер                            |

| №  | Поз. | Нац.        | Гравець                                      |
| -- | ---- | ----------- | -------------------------------------------- |
| 20 | ПЗ   | Кіпр        | Грігоріс Кастанос (в оренді з «Салернітани») |
| 22 | ВР   | Італія      | Алессандро Берарді                           |
| 24 | ПЗ   | Франція     | Антуан Бернед                                |
| 25 | ПЗ   | Німеччина   | Суат Сердар                                  |
| 27 | ЗХ   | Польща      | Павел Давидович                              |
| 30 | ЗХ   | Бразилія    | Луан Патрік                                  |
| 31 | ПЗ   | Словаччина  | Томаш Суслов                                 |
| 33 | ПЗ   | Словаччина  | Ондрей Дуда                                  |
| 34 | ВР   | Італія      | Сімоне Періллі                               |
| 35 | НП   | Колумбія    | Даніель Москера                              |
| 38 | ЗХ   | Камерун     | Джексон Тчатчуа                              |
| 42 | ЗХ   | Італія      | Дієго Коппола                                |
| 72 | НП   | Кот-д'Івуар | Джуніор Аяї                                  |
| 80 | ПЗ   | Італія      | Альфаджо Сіссе                               |
| 87 | ЗХ   | Італія      | Даніеле Гіларді                              |

## Відомі гравці
| - Філіппо Індзагі - Мауро Каморанезі - Ерйон Богдані - Альберто Джилардіно - Пребен Елк'яер-Ларсен | - Анджело Перуцці - Рафаель Маркес - Адріан Муту - Себастьян Фрей - Валон Бехрамі |

## Принципові суперники
- Принциповим суперником є «К'єво» — ще один клуб з Верони. Матчі цих клубів складають «Веронське дербі». При цьому Верона є п'ятим містом Італії після Рима, Мілана, Турина та Генуї, яке мало дві команди в Серії А.
- Ще одним принциповим суперником для «Верони» є «Ювентус».

Друзями вважаються такі клуби, як «Лаціо», «Фіорентіна», «Сампдорія», «Трієстіна», а також «Реал» (Мадрид), «Парі Сен-Жермен» і «Челсі».

## Досягнення
Чемпіонат Італії:
- Чемпіон (1): 1985

Кубок Італії:
- Фіналіст (3): 1976, 1983, 1984

Кубок УЄФА:
- Чвертьфіналіст (1): 1987/88

## Виступи в єврокубках

### Кубок європейських чемпіонів
| Сезон   | Раунд | Клуб    | Вдома | На виїзді | В сукупності |
| ------- | ----- | ------- | ----- | --------- | ------------ |
| 1985–86 | 1Р    | ПАОК    | 3–1   | 2–1       | 5–2          |
| 1985–86 | 2Р    | Ювентус | 0–0   | 0–2       | 0–2          |

### Кубок УЄФА
| Сезон   | Раунд | Клуб               | Вдома | На виїзді | В сукупності |
| ------- | ----- | ------------------ | ----- | --------- | ------------ |
| 1983–84 | 1Р    | Црвена Звезда      | 1–0   | 3–2       | 4–2          |
| 1983–84 | 2Р    | Штурм Грац         | 2–2   | 0–0       | 2–2 (г)      |
| 1987–88 | 1Р    | Погонь Щецин       | 3–1   | 1–1       | 4–2          |
| 1987–88 | 2Р    | Утрехт             | 2–1   | 1–1       | 3–2          |
| 1987–88 | 3Р    | Спортул Студенцеск | 3–1   | 1–0       | 4–1          |
| 1987–88 | 1/4   | Вердер             | 0–1   | 1–1       | 1–2          |